# Seznam olympijských medailistů v tenise

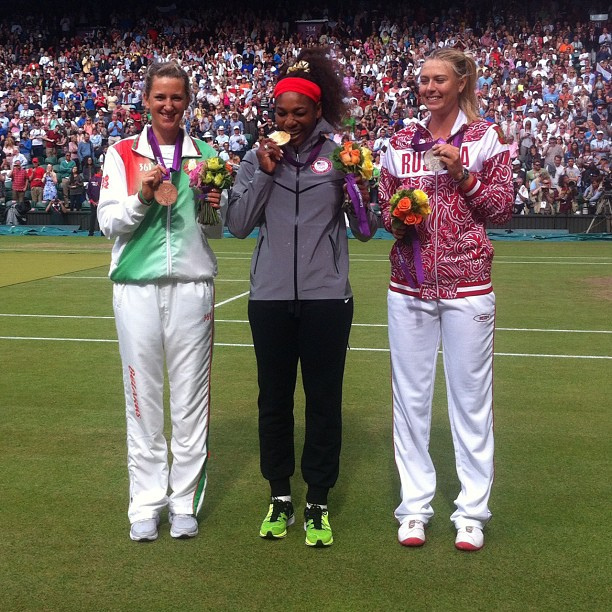
Viktoria Azarenková (bronz) • Serena Williamsová (zlato) • Maria Šarapovová (stříbro)
dvouhra na LOH 2012

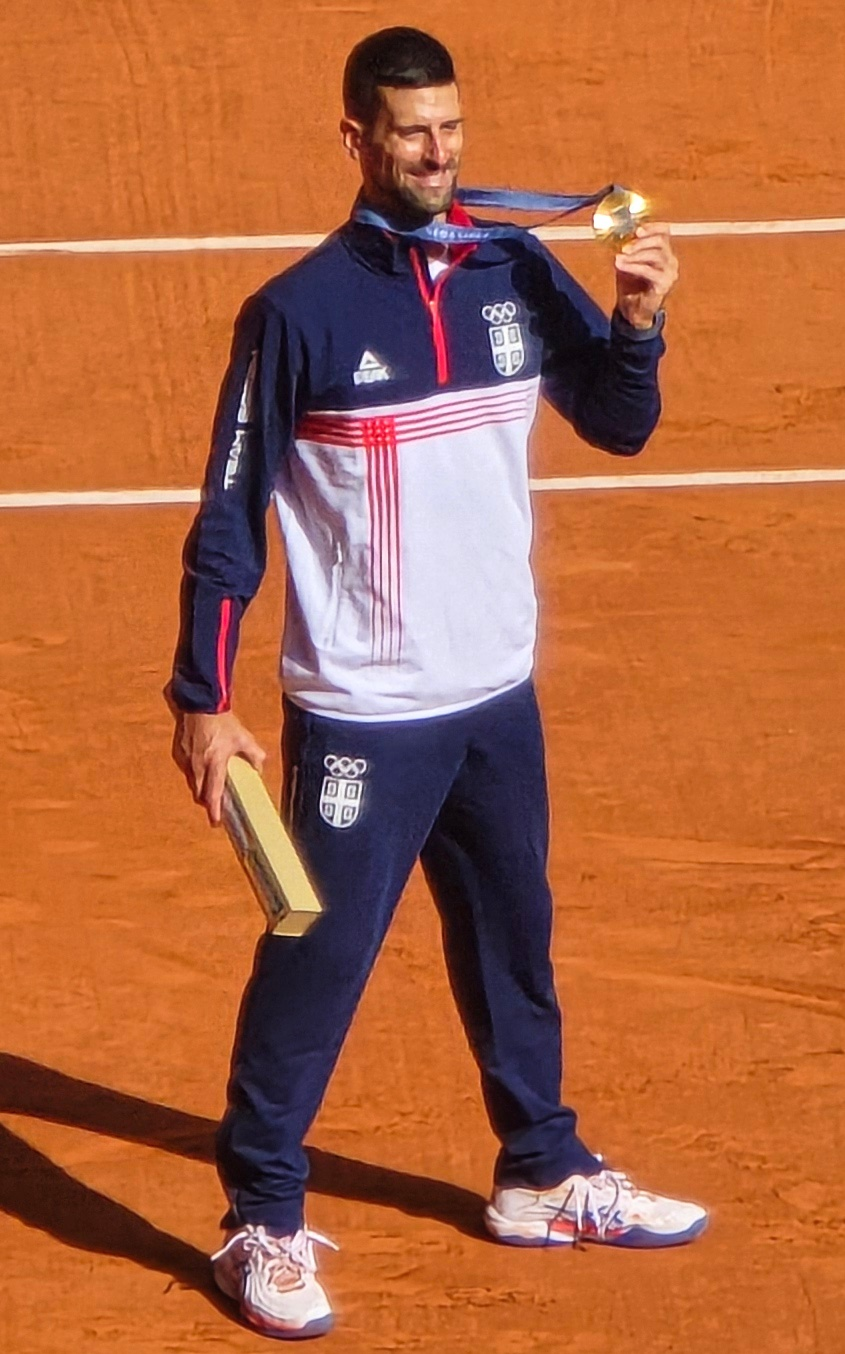
Novak Djoković (zlato)
dvouhra na LOH 2024

Seznam olympijských medailistů v tenise uvádí přehled tenistů, kteří získali medaile na turnajích letních olympijských her. V letech 1896, 1900, 1904, 1988 a 1992 obdrželi poražení semifinalisté bronzovou medaili. Na ostatních olympijských turnajích se mezi poraženými semifinalisty hrál zápas o bronzovou medaili.
Tenis byl do programu her zařazen na pařížském mezinárodním kongresu v červnu 1894, který rozhodl o pořádání obnovených Olympijských her 1896 v Athénách. Na prvním turnaji pod pěti kruhy se konaly pouze mužská dvoura a čtyřhra. Ženy se premiérově představily v Paříži roku 1900, když zasáhly do dvouhry a smíšené soutěže. V letech 1908 a 1912 probíhaly souběžně otevřené a halové soutěže. Během let 1928 až 1984 byl tenis vyřazen z oficiálního programu. V roli ukázkového sportu se představil nejdříve v roce 1968 a poté roku 1984. Do rodiny olympijských sportů se vrátil v Soulu 1988.
Britka Kathleen McKaneová Godfreeová (jedno zlato, dvě stříbra a dva bronzy) s Američankou Venus Williamsovou (čtyři zlata a jedno stříbro) vybojovaly nejvyšší počet pěti olympijských medailí. Sestry Venus a Serena Williamsovy pak drží historický rekord nejvyššího počtu čtyř zlatých kovů. Brit Andy Murray dokázal jako jediný tenista vyhrát olympijskou dvouhru dvakrát. 
Pouze třikrát byly v rámci olympijských soutěží tituly obhájeny. Poprvé se tak stalo v ženské čtyřhře, když Gigi Fernándezová s  Mary Joe Fernandezovou ovládly ročníky 1992 a 1996. Serena a Venus Williamsovy tento deblový výkon zopakovaly v letech 2008 a 2012. Andy Murray se pak na hrách 2012 a 2016 stal prvním hráčem dvouhry, jenž triumfoval na dvou turnajích v řadě. 

## Olympijské soutěže

### Mužská dvouhra
| Rok       | Místo             | Zlato                                           | Stříbro                                     | Bronz                                         |
| --------- | ----------------- | ----------------------------------------------- | ------------------------------------------- | --------------------------------------------- |
| 1896      | Athény ()         | John Pius Boland · Velká Británie (GBR)         | Dionysios Kasdaglis · Řecko (GRE)           | Momcsilló Tapavicza · Maďarsko (HUN)          |
| 1896      | Athény ()         | John Pius Boland · Velká Británie (GBR)         | Dionysios Kasdaglis · Řecko (GRE)           | Konstantinos Paspatis · Řecko (GRE)           |
| 1900      | Paříž ()          | Lawrence Doherty · Velká Británie (GBR)         | Harold Mahony · Velká Británie (GBR)        | Reginald Doherty · Velká Británie (GBR)       |
| 1900      | Paříž ()          | Lawrence Doherty · Velká Británie (GBR)         | Harold Mahony · Velká Británie (GBR)        | Arthur Norris · Velká Británie (GBR)          |
| 1904      | St. Louis ()      | Beals Wright · Spojené státy americké (USA)     | Robert LeRoy · Spojené státy americké (USA) | Alphonzo Belly · Spojené státy americké (USA) |
| 1904      | St. Louis ()      | Beals Wright · Spojené státy americké (USA)     | Robert LeRoy · Spojené státy americké (USA) | Edgar Leonard · Spojené státy americké (USA)  |
| 1908      | Londýn ()         | Josiah Ritchie · Velká Británie (GBR)           | Otto Froitzheim · Německo (GER)             | Wilberforce Eaves · Velká Británie (GBR)      |
| 1912      | Stockholm ()      | Charles Winslow · Jihoafrická unie (RSA)        | Harold Kitson · Jihoafrická unie (RSA)      |                                               |
| 1920      | Antverpy ()       | Louis Raymond · Jihoafrická unie (RSA)          | Ičija Kumagai · Japonsko (JPN)              | Charles Winslow · Jihoafrická unie (RSA)      |
| 1924      | Paříž ()          | Vincent Richards · Spojené státy americké (USA) | Henri Cochet · Francie (FRA)                | Umberto De Morpurgo · Itálie (ITA)            |
| 1928–1984 | 1928–1984         | tenis nezahrnut v olympijském programu          | tenis nezahrnut v olympijském programu      | tenis nezahrnut v olympijském programu        |
| 1988      | Soul ()           | Miloslav Mečíř · Československo (TCH)           | Tim Mayotte · Spojené státy americké (USA)  | Stefan Edberg · Švédsko (SWE)                 |
| 1988      | Soul ()           | Miloslav Mečíř · Československo (TCH)           | Tim Mayotte · Spojené státy americké (USA)  | Brad Gilbert · Spojené státy americké (USA)   |
| 1992      | Barcelona ()      | Marc Rosset · Švýcarsko (SUI)                   | Jordi Arrese · Španělsko (ESP)              | Andrej Čerkasov · Sjednocený tým (EUN)        |
| 1992      | Barcelona ()      | Marc Rosset · Švýcarsko (SUI)                   | Jordi Arrese · Španělsko (ESP)              | Goran Ivanišević · Chorvatsko (CRO)           |
| 1996      | Atlanta ()        | Andre Agassi · Spojené státy americké (USA)     | Sergi Bruguera · Španělsko (ESP)            | Leander Paes · Indie (IND)                    |
| 2000      | Sydney ()         | Jevgenij Kafelnikov · Rusko (RUS)               | Tommy Haas · Německo (GER)                  | Arnaud di Pasquale · Francie (FRA)            |
| 2004      | Athény ()         | Nicolás Massú · Chile (CHI)                     | Mardy Fish · Spojené státy americké (USA)   | Fernando González · Chile (CHI)               |
| 2008      | Peking ()         | Rafael Nadal · Španělsko (ESP)                  | Fernando González · Chile (CHI)             | Novak Djoković · Srbsko (SRB)                 |
| 2012      | Londýn ()         | Andy Murray · Velká Británie (GBR)              | Roger Federer · Švýcarsko (SUI)             | Juan Martín del Potro · Argentina (ARG)       |
| 2016      | Rio de Janeiro () | Andy Murray · Velká Británie (GBR)              | Juan Martín del Potro · Argentina (ARG)     | Kei Nišikori · Japonsko (JPN)                 |
| 2020      | Tokio ()          | Alexander Zverev · Německo (GER)                | Karen Chačanov · Sportovci ROV (ROC)        | Pablo Carreño Busta · Španělsko (ESP)         |
| 2024      | Paříž ()          | Novak Djoković · Srbsko (SRB)                   | Carlos Alcaraz · Španělsko (ESP)            | Lorenzo Musetti · Itálie (ITA)                |

### Ženská dvouhra
| Rok       | Místo             | Zlato                                               | Stříbro                                        | Bronz                                                |
| --------- | ----------------- | --------------------------------------------------- | ---------------------------------------------- | ---------------------------------------------------- |
| 1900      | Paříž ()          | Charlotte Cooperová · Velká Británie (GBR)          | Helene Prevostová · Francie (FRA)              | Marion Jonesová · Spojené státy americké (USA)       |
| 1900      | Paříž ()          | Charlotte Cooperová · Velká Británie (GBR)          | Helene Prevostová · Francie (FRA)              | Hedwig Rosenbaumová · Čechy (BOH)                    |
| 1908      | Londýn ()         | Dorothea Chambersová · Velká Británie (GBR)         | Dora Boothbyová · Velká Británie (GBR)         | Joan Winchová · Velká Británie (GBR)                 |
| 1912      | Stockholm ()      | Marguerite Broquedisová · Francie (FRA)             | Dorothea Koringová · Německo (GER)             | Molla Bjurstedtová · Norsko (NOR)                    |
| 1920      | Antverpy ()       | Suzanne Lenglenová · Francie (FRA)                  | Edith Holmanová · Velká Británie (GBR)         | Kathleen McKaneová · Velká Británie (GBR)            |
| 1924      | Paříž ()          | Helen Willsová · Spojené státy americké (USA)       | Julie Vlastová · Francie (FRA)                 | Kathleen McKaneová · Velká Británie (GBR)            |
| 1928–1984 | 1928–1984         | tenis nezahrnut v olympijském programu              | tenis nezahrnut v olympijském programu         | tenis nezahrnut v olympijském programu               |
| 1988      | Soul ()           | Steffi Grafová · Západní Německo (FRG)              | Gabriela Sabatini · Argentina (ARG)            | Zina Garrisonová · Spojené státy americké (USA)      |
| 1988      | Soul ()           | Steffi Grafová · Západní Německo (FRG)              | Gabriela Sabatini · Argentina (ARG)            | Manuela Malejevová · Bulharsko (BUL)                 |
| 1992      | Barcelona ()      | Jennifer Capriatiová · Spojené státy americké (USA) | Steffi Grafová · Německo (GER)                 | Mary Joe Fernandezová · Spojené státy americké (USA) |
| 1992      | Barcelona ()      | Jennifer Capriatiová · Spojené státy americké (USA) | Steffi Grafová · Německo (GER)                 | Arantxa Sánchezová Vicariová · Španělsko (ESP)       |
| 1996      | Atlanta ()        | Lindsay Davenportová · Spojené státy americké (USA) | Arantxa Sánchezová Vicariová · Španělsko (ESP) | Jana Novotná · Česko (CZE)                           |
| 2000      | Sydney ()         | Venus Williamsová · Spojené státy americké (USA)    | Jelena Dementěvová · Rusko (RUS)               | Monika Selešová · Spojené státy americké (USA)       |
| 2004      | Athény ()         | Justine Heninová · Belgie (BEL)                     | Amélie Mauresmová · Francie (FRA)              | Alicia Moliková · Austrálie (AUS)                    |
| 2008      | Peking ()         | Jelena Dementěvová · Rusko (RUS)                    | Dinara Safinová · Rusko (RUS)                  | Věra Zvonarevová · Rusko (RUS)                       |
| 2012      | Londýn ()         | Serena Williamsová · Spojené státy americké (USA)   | Maria Šarapovová · Rusko (RUS)                 | Viktoria Azarenková · Bělorusko (BLR)                |
| 2016      | Rio de Janeiro () | Mónica Puigová · Portoriko (PUR)                    | Angelique Kerberová · Německo (GER)            | Petra Kvitová · Česko (CZE)                          |
| 2020      | Tokio ()          | Belinda Bencicová · Švýcarsko (SUI)                 | Markéta Vondroušová · Česko (CZE)              | Elina Svitolinová · Ukrajina (UKR)                   |
| 2024      | Paříž ()          | Čeng Čchin-wen · Čína (CHN)                         | Donna Vekićová · Chorvatsko (CRO)              | Iga Świąteková · Polsko (POL)                        |

### Mužská čtyřhra
| Rok       | Místo             | Zlato                                                                                        | Stříbro | Bronz                                                                                         |
| --------- | ----------------- | -------------------------------------------------------------------------------------------- | --- | --------------------------------------------------------------------------------------------- |
| 1896      | Athény ()         | Smíšené družstvo · John Pius Boland · Velká Británie (GBR) · Friedrich Traun · Německo (GER) | Smíšené družstvo · Demetrios Petrokokkinos · Řecko (GRE) · Dionysios Kasdaglis · Řecko (GRE)                | Smíšené družstvo · Edwin Flack · Austrálie (AUS) · George S. Robertson · Velká Británie (GBR) |
| 1900      | Paříž ()          | Lawrence Doherty · Reginald Doherty · Velká Británie (GBR)                                   | Smíšené družstvo · Max Decugis · Francie (FRA) · Basil Spalding de Garmendia · Spojené státy americké (USA) | Harold Mahony · Arthur Norris · Velká Británie (GBR)                                          |
| 1900      | Paříž ()          | Lawrence Doherty · Reginald Doherty · Velká Británie (GBR)                                   | Smíšené družstvo · Max Decugis · Francie (FRA) · Basil Spalding de Garmendia · Spojené státy americké (USA) | André Prévost · Georges de la Chapelle · Francie (FRA)                                        |
| 1904      | St. Louis ()      | Beals Wright · Edgar Leonard · Spojené státy americké (USA)                                  | Robert LeRoy · Alphonzo Bell · Spojené státy americké (USA)                                                 | Arthur Wear · Clarence Gamble · Spojené státy americké (USA)                                  |
| 1904      | St. Louis ()      | Beals Wright · Edgar Leonard · Spojené státy americké (USA)                                  | Robert LeRoy · Alphonzo Bell · Spojené státy americké (USA)                                                 | Joseph Wear · Allen West · Spojené státy americké (USA)                                       |
| 1908      | Londýn ()         | George Hillyard · Reginald Doherty · Velká Británie (GBR)                                    | Josiah Ritchie · James Parke · Velká Británie (GBR)                                                         | Clement Cazalet · Charles Dixon · Velká Británie (GBR)                                        |
| 1912      | Stockholm ()      | Harold Kitson · Charles Winslow · Jihoafrická unie (RSA)                                     | Felix Pipes · Arthur Zborzil · Rakousko (AUT)                                                               | Albert Canet · Edouard Mény de Marangue · Francie (FRA)                                       |
| 1920      | Antverpy ()       | Oswald Turnbull · Maxwell Woosnam · Velká Británie (GBR)                                     | Ičija Kumagai · Sejičiro Kašio · Japonsko (JPN)                                                             | Max Decugis · Pierre Albarran · Francie (FRA)                                                 |
| 1924      | Paříž ()          | Vincent Richards · Francis Hunter · Spojené státy americké (USA)                             | Jacques Brugnon · Henri Cochet · Francie (FRA)                                                              | Jean Borotra · René Lacoste · Francie (FRA)                                                   |
| 1928–1984 | 1928–1984         | tenis nezahrnut v olympijském programu                                                       | tenis nezahrnut v olympijském programu                                                                      | tenis nezahrnut v olympijském programu                                                        |
| 1988      | Soul ()           | Ken Flach · Robert Seguso · Spojené státy americké (USA)                                     | Emilio Sánchez · Sergio Casal · Španělsko (ESP)                                                             | Miloslav Mečíř · Milan Šrejber · Československo (TCH)                                         |
| 1988      | Soul ()           | Ken Flach · Robert Seguso · Spojené státy americké (USA)                                     | Emilio Sánchez · Sergio Casal · Španělsko (ESP)                                                             | Stefan Edberg · Anders Järryd · Švédsko (SWE)                                                 |
| 1992      | Barcelona ()      | Boris Becker · Michael Stich · Německo (GER)                                                 | Wayne Ferreira · Piet Norval · Jihoafrická republika (RSA)                                                  | Javier Frana · Christian Miniussi · Argentina (ARG)                                           |
| 1992      | Barcelona ()      | Boris Becker · Michael Stich · Německo (GER)                                                 | Wayne Ferreira · Piet Norval · Jihoafrická republika (RSA)                                                  | Goran Ivanišević · Goran Prpić · Chorvatsko (CRO)                                             |
| 1996      | Atlanta ()        | Todd Woodbridge · Mark Woodforde · Austrálie (AUS)                                           | Neil Broad · Tim Henman · Velká Británie (GBR)                                                              | Marc-Kevin Goellner · David Prinosil · Německo (GER)                                          |
| 2000      | Sydney ()         | Sebastien Lareau · Daniel Nestor · Kanada (CAN)                                              | Todd Woodbridge · Mark Woodforde · Austrálie (AUS)                                                          | Àlex Corretja · Albert Costa · Španělsko (ESP)                                                |
| 2004      | Athény ()         | Fernando González · Nicolás Massú · Chile (CHI)                                              | Nicolas Kiefer · Rainer Schüttler · Německo (GER)                                                           | Mario Ančić · Ivan Ljubičić · Chorvatsko (CRO)                                                |
| 2008      | Peking ()         | Stan Wawrinka · Roger Federer · Švýcarsko (SUI)                                              | Simon Aspelin · Thomas Johansson · Švédsko (SWE)                                                            | Bob Bryan · Mike Bryan · Spojené státy americké (USA)                                         |
| 2012      | Londýn ()         | Bob Bryan · Mike Bryan · Spojené státy americké (USA)                                        | Michaël Llodra · Jo-Wilfried Tsonga · Francie (FRA)                                                         | Julien Benneteau · Richard Gasquet · Francie (FRA)                                            |
| 2016      | Rio de Janeiro () | Marc López · Rafael Nadal · Španělsko (ESP)                                                  | Florin Mergea · Horia Tecău · Rumunsko (ROU)                                                                | Steve Johnson · Jack Sock · Spojené státy americké (USA)                                      |
| 2020      | Tokio ()          | Nikola Mektić · Mate Pavić · Chorvatsko (CRO)                                                | Marin Čilić · Ivan Dodig · Chorvatsko (CRO)                                                                 | Marcus Daniell · Michael Venus · Nový Zéland (NZL)                                            |
| 2024      | Paříž ()          | Matthew Ebden · John Peers · Austrálie (AUS)                                                 | Austin Krajicek · Rajeev Ram · Spojené státy americké (USA)                                                 | Taylor Fritz · Tommy Paul · Spojené státy americké (USA)                                      |

### Ženská čtyřhra
| Rok       | Místo             | Zlato                                                                      | Stříbro                                                                       | Bronz                                                                 |
| --------- | ----------------- | -------------------------------------------------------------------------- | ----------------------------------------------------------------------------- | --------------------------------------------------------------------- |
| 1920      | Antverpy ()       | Kathleen McKaneová · Winifred McNairová · Velká Británie (GBR)             | Geraldine Beamishová · Dorothy Holmanová · Velká Británie (GBR)               | Élisabeth d'Ayenová · Suzanne Lenglenová · Francie (FRA)              |
| 1924      | Paříž ()          | Hazel Wightmanová · Helen Willsová Moodyová · Spojené státy americké (USA) | Phyllis Covellová · Kathleen McKaneová · Velká Británie (GBR)                 | Evelyn Colyerová · Dorothy Shepherd-Barronová · Velká Británie (GBR)  |
| 1928–1984 | 1928–1984         | tenis nezahrnut v olympijském programu                                     | tenis nezahrnut v olympijském programu                                        | tenis nezahrnut v olympijském programu                                |
| 1988      | Soul ()           | Pam Shriverová · Zina Garrisonová · Spojené státy americké (USA)           | Jana Novotná · Helena Suková · Československo (TCH)                           | Elizabeth Smylieová · Wendy Turnbullová · Austrálie (AUS)             |
| 1988      | Soul ()           | Pam Shriverová · Zina Garrisonová · Spojené státy americké (USA)           | Jana Novotná · Helena Suková · Československo (TCH)                           | Steffi Grafová · Claudia Kohdeová-Kilschová · Západní Německo (FRG)   |
| 1992      | Barcelona ()      | Gigi Fernándezová · Mary Joe Fernandezová · Spojené státy americké (USA)   | Conchita Martínezová · Arantxa Sánchezová Vicariová · Španělsko (ESP)         | Leila Meschiová · Nataša Zverevová · Sjednocený tým (EUN)             |
| 1992      | Barcelona ()      | Gigi Fernándezová · Mary Joe Fernandezová · Spojené státy americké (USA)   | Conchita Martínezová · Arantxa Sánchezová Vicariová · Španělsko (ESP)         | Nicole Bradtkeová · Rachel McQuillanová · Austrálie (AUS)             |
| 1996      | Atlanta ()        | Gigi Fernándezová · Mary Joe Fernandezová · Spojené státy americké (USA)   | Jana Novotná · Helena Suková · Česko (CZE)                                    | Conchita Martínezová · Arantxa Sánchezová Vicariová · Španělsko (ESP) |
| 2000      | Sydney            | Serena Williamsová · Venus Williamsová · Spojené státy americké (USA)      | Kristie Boogertová · Miriam Oremansová · Nizozemsko (NED)                     | Els Callensová · Dominique van Roostová · Belgie (BEL)                |
| 2004      | Athény ()         | Li Tching · Sun Tchien-tchien · Čína (CHN)                                 | Conchita Martínezová · Virginia Ruanová Pascualová · Španělsko (ESP)          | Paola Suárezová · Patricia Tarabiniová · Argentina (ARG)              |
| 2008      | Peking ()         | Serena Williamsová · Venus Williamsová · Spojené státy americké (USA)      | Anabel Medina Garriguesová · Virginia Ruanová Pascualová · Španělsko (ESP)    | Jen C’ · Čeng Ťie · Čína (CHN)                                        |
| 2012      | Londýn ()         | Serena Williamsová · Venus Williamsová · Spojené státy americké (USA)      | Andrea Hlaváčková · Lucie Hradecká · Česko (CZE)                              | Maria Kirilenková · Naděžda Petrovová · Rusko (RUS)                   |
| 2016      | Rio de Janeiro () | Jekatěrina Makarovová · Jelena Vesninová · Rusko (RUS)                     | Timea Bacsinszká · Martina Hingisová · Švýcarsko (SUI)                        | Lucie Šafářová · Barbora Strýcová · Česko (CZE)                       |
| 2020      | Tokio ()          | Barbora Krejčíková · Kateřina Siniaková · Česko (CZE)                      | Belinda Bencicová · Viktorija Golubicová · Švýcarsko (SUI)                    | Laura Pigossiová · Luisa Stefaniová · Brazílie (BRA)                  |
| 2024      | Paříž ()          | Sara Erraniová · Jasmine Paoliniová · Itálie (ITA)                         | Mirra Andrejevová · Diana Šnajderová · Individuální neutrální sportovci (AIN) | Cristina Bucșová · Sara Sorribesová Tormová · Španělsko (ESP)         |

### Smíšená čtyřhra
| Rok       | Místo             | Zlato                                                                      | Stříbro                                                                              | Bronz |
| --------- | ----------------- | -------------------------------------------------------------------------- | ------------------------------------------------------------------------------------ | --- |
| 1900      | Paříž ()          | Charlotte Cooperová · Reginald Doherty · Velká Británie (GBR)              | Smíšené družstvo · Hélène Prévostová · Francie (FRA) · Harold Mahony · Francie (FRA) | Smíšené družstvo · Marion Jonesová · Spojené státy americké (USA) · Lawrence Doherty · Velká Británie (GBR) |
| 1900      | Paříž ()          | Charlotte Cooperová · Reginald Doherty · Velká Británie (GBR)              | Smíšené družstvo · Hélène Prévostová · Francie (FRA) · Harold Mahony · Francie (FRA) | Smíšené družstvo · Hedwig Rosenbaumová · Čechy (BOH) · Archibald Warden · Velká Británie (GBR)              |
| 1912      | Stockholm ()      | Dorothea Köringová · Heinrich Schomburgk · Německo (GER)                   | Sigrid Ficková · Gunnar Setterwall · Švédsko (SWE)                                   | Marguerite Broquedisová · Albert Canet · Francie (FRA)                                                      |
| 1920      | Antverpy ()       | Suzanne Lenglenová · Max Decugis · Francie (FRA)                           | Kathleen McKaneová · Maxwell Woosnam · Velká Británie (GBR)                          | Milada Skrbková · Ladislav Žemla · Československo (TCH)                                                     |
| 1924      | Paříž ()          | Hazel Wightmanová · Richard Norris Williams · Spojené státy americké (USA) | Marion Jessupová · Vincent Richards · Spojené státy americké (USA)                   | Kornelia Boumanová · Hendrik Timmer · Nizozemsko (NED)                                                      |
| 1928–2008 | 1928–2008         | smíšená čtyřhra nezahrnuta v olympijském programu                          | smíšená čtyřhra nezahrnuta v olympijském programu                                    | smíšená čtyřhra nezahrnuta v olympijském programu                                                           |
| 2012      | Londýn\| ()       | Viktoria Azarenková · Max Mirnyj · Bělorusko (BLR)                         | Laura Robsonová · Andy Murray · Velká Británie (GBR)                                 | Lisa Raymondová · Mike Bryan · Spojené státy americké (USA)                                                 |
| 2016      | Rio de Janeiro () | Bethanie Matteková-Sandsová · Jack Sock · Spojené státy americké (USA)     | Venus Williamsová · Rajeev Ram · Spojené státy americké (USA)                        | Lucie Hradecká · Radek Štěpánek · Česko (CZE)                                                               |
| 2020      | Tokio ()          | Anastasija Pavljučenkovová · Andrej Rubljov · Sportovci ROV (ROC)          | Jelena Vesninová · Aslan Karacev · Sportovci ROV (ROC)                               | Ashleigh Bartyová · John Peers · Austrálie (AUS)                                                            |
| 2024      | Paříž ()          | Kateřina Siniaková · Tomáš Macháč · Česko (CZE)                            | Wang Sin-jü · Čang Č’-čen · Čína (CHN)                                               | Gabriela Dabrowská · Félix Auger-Aliassime · Kanada (CAN)                                                   |

## Bývalé soutěže
Halové soutěže byly na olympijském turnaji hrány v letech 1908 a 1912.

### Mužská dvouhra v hale
| Rok  | Místo        | Zlato                                 | Stříbro                              | Bronz                                    |
| ---- | ------------ | ------------------------------------- | ------------------------------------ | ---------------------------------------- |
| 1908 | Londýn ()    | Josiah Ritchie · Velká Británie (GBR) | Otto Froitzheim · Německo (GER)      | Wilberforce Eaves · Velká Británie (GBR) |
| 1912 | Stockholm () | André Gobert · Francie (FRA)          | Charles Dixon · Velká Británie (GBR) | Tony Wilding · Australasie (ANZ)         |

### Ženská dvouhra v hale
| Rok  | Místo        | Zlato                                                  | Stříbro                                 | Bronz                                  |
| ---- | ------------ | ------------------------------------------------------ | --------------------------------------- | -------------------------------------- |
| 1908 | Londýn ()    | Gwendoline Eastlakeová-Smithová · Velká Británie (GBR) | Angela Greeneová · Velká Británie (GBR) | Martha Adlerstrahleová · Švédsko (SWE) |
| 1912 | Stockholm () | Edith Hannamová · Velká Británie (GBR)                 | Sofie Castenschioldová · Dánsko (DEN)   | Mabel Partonová · Velká Británie (GBR) |

### Mužská čtyřhra v hale
| Rok  | Místo        | Zlato                                                | Stříbro                                               | Bronz                                                 |
| ---- | ------------ | ---------------------------------------------------- | ----------------------------------------------------- | ----------------------------------------------------- |
| 1908 | Londýn ()    | Herbert Barrett · Arthur Gore · Velká Británie (GBR) | George Caridia · George Simond · Velká Británie (GBR) | Wollmar Boström · Gunnar Setterwall · Švédsko (SWE)   |
| 1912 | Stockholm () | Maurice Germot · André Gobert · Francie (FRA)        | Carl Kempe · Gunnar Setterwall · Švédsko (SWE)        | Alfred Beamish · Charles Dixon · Velká Británie (GBR) |

### Smíšená čtyřhra v hale
| Rok  | Místo        | Zlato                                                  | Stříbro                                                     | Bronz                                              |
| ---- | ------------ | ------------------------------------------------------ | ----------------------------------------------------------- | -------------------------------------------------- |
| 1912 | Stockholm () | Edith Hannamová · Charles Dixon · Velká Británie (GBR) | Helen Aitchisonová · Herbert Barrett · Velká Británie (GBR) | Sigrid Ficková · Gunnar Setterwall · Švédsko (SWE) |

## Statistiky

### Vícenásobní medailisté

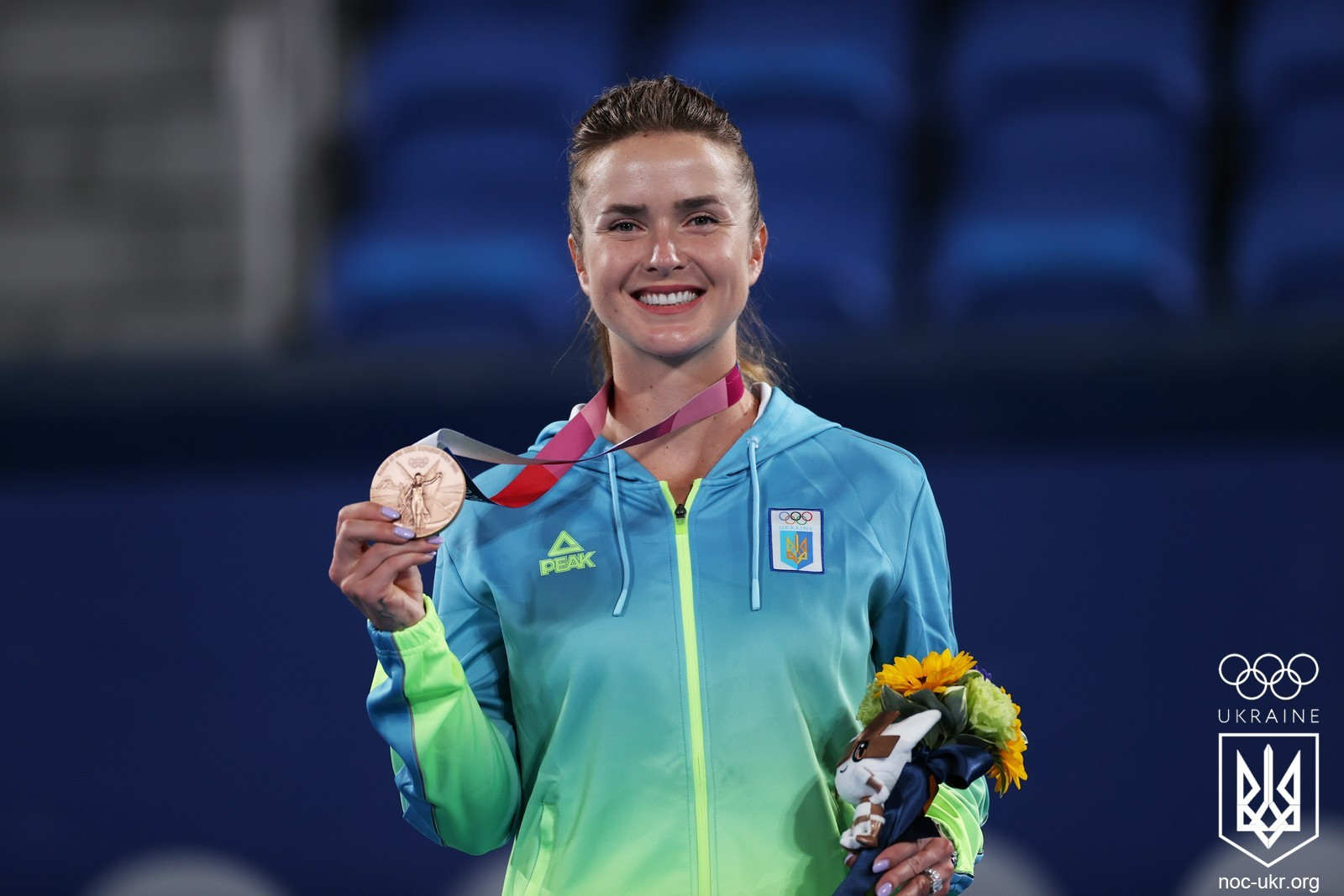
Elina Svitolinová (bronz)
dvouhra na LOH 2020

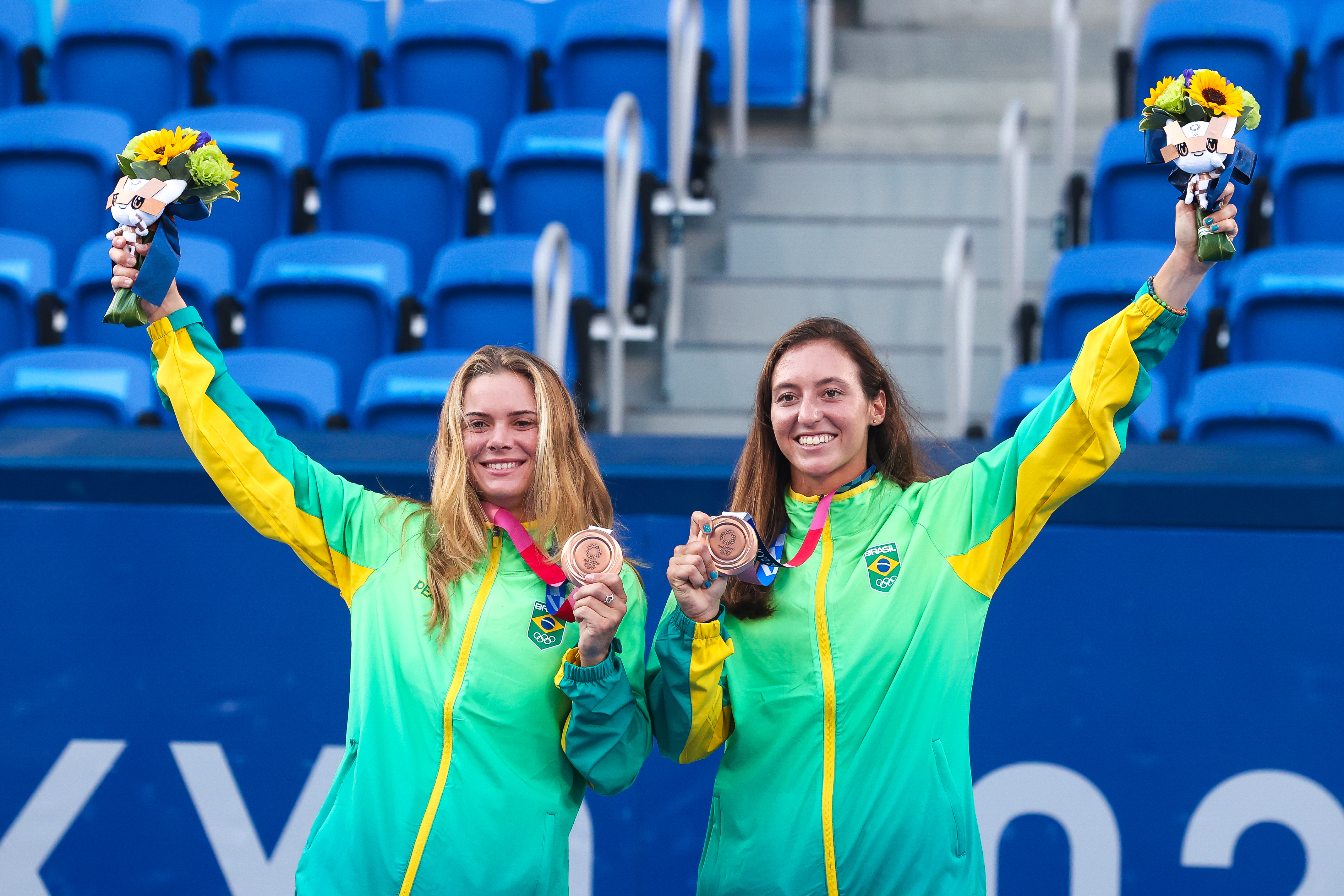
Laura Pigossiová a Luisa Stefaniová (bronz)
čtyřhra na LOH 2020

| Aktualizováno po LOH 2024 |

| Celkem | Tenista                      | Zlato | Stříbro | Bronz |
| ------ | ---------------------------- | ----- | ------- | ----- |
| 5      | Venus Williamsová            | 4     | 1       | 0     |
| 4      | Serena Williamsová           | 4     | 0       | 0     |
| 4      | Reginald Doherty             | 3     | 0       | 1     |
| 3      | Vincent Richards             | 2     | 1       | 0     |
| 3      | Andy Murray                  | 2     | 1       | 0     |
| 3      | Lawrence Doherty             | 2     | 0       | 1     |
| 3      | Mary Joe Fernandezová        | 2     | 0       | 1     |
| 3      | Suzanne Lenglenová           | 2     | 0       | 1     |
| 3      | Charles Winslow              | 2     | 0       | 1     |
| 2      | Kateřina Siniaková           | 2     | 0       | 0     |
| 2      | Rafael Nadal                 | 2     | 0       | 0     |
| 2      | John Pius Boland             | 2     | 0       | 0     |
| 2      | Charlotte Cooperová          | 2     | 0       | 0     |
| 2      | Gigi Fernándezová            | 2     | 0       | 0     |
| 2      | André Gobert                 | 2     | 0       | 0     |
| 2      | Arthur Gore                  | 2     | 0       | 0     |
| 2      | Edith Hannamová              | 2     | 0       | 0     |
| 2      | Nicolás Massú                | 2     | 0       | 0     |
| 2      | Hazel Wightmanová            | 2     | 0       | 0     |
| 2      | Helen Willsová Moodyová      | 2     | 0       | 0     |
| 2      | Beals Wright                 | 2     | 0       | 0     |
| 5      | Kathleen McKane Godfreeová   | 1     | 2       | 2     |
| 4      | Charles Dixon                | 1     | 1       | 2     |
| 3      | Max Decugis                  | 1     | 1       | 1     |
| 3      | Fernando González            | 1     | 1       | 1     |
| 3      | Steffi Grafová               | 1     | 1       | 1     |
| 3      | Major Ritchie                | 1     | 1       | 1     |
| 2      | Herbert Barrett              | 1     | 1       | 0     |
| 2      | Belinda Bencicová            | 1     | 1       | 0     |
| 2      | Jelena Dementěvová           | 1     | 1       | 0     |
| 2      | Roger Federer                | 1     | 1       | 0     |
| 2      | Harold Kitson                | 1     | 1       | 0     |
| 2      | Dorothea Köringová           | 1     | 1       | 0     |
| 2      | / Jelena Vesninová           | 1     | 1       | 0     |
| 2      | Todd Woodbridge              | 1     | 1       | 0     |
| 2      | Mark Woodforde               | 1     | 1       | 0     |
| 2      | Max Woosnam                  | 1     | 1       | 0     |
| 3      | Mike Bryan                   | 1     | 0       | 2     |
| 2      | Novak Djoković               | 1     | 0       | 1     |
| 2      | John Peers                   | 1     | 0       | 1     |
| 2      | Viktoria Azarenková          | 1     | 0       | 1     |
| 2      | Jack Sock                    | 1     | 0       | 1     |
| 2      | Marguerite Broquedisová      | 1     | 0       | 1     |
| 2      | Bob Bryan                    | 1     | 0       | 1     |
| 2      | Zina Garrisonová             | 1     | 0       | 1     |
| 2      | Edgar Leonard                | 1     | 0       | 1     |
| 2      | Miloslav Mečíř               | 1     | 0       | 1     |
| 2      | Jack Sock                    | 1     | 0       | 1     |
| 4      | Arantxa Sánchezová Vicariová | 0     | 2       | 2     |
| 3      | Harold Mahony                | 0     | 2       | 1     |
| 3      | Conchita Martínezová         | 0     | 2       | 1     |
| 3      | Jana Novotná                 | 0     | 2       | 1     |
| 2      | Rajeev Ram                   | 0     | 2       | 0     |
| 2      | George Caridia               | 0     | 2       | 0     |
| 2      | Henri Cochet                 | 0     | 2       | 0     |
| 2      | Dorothy Holmanová            | 0     | 2       | 0     |
| 2      | Dionysios Kasdaglis          | 0     | 2       | 0     |
| 2      | Ičija Kumagai                | 0     | 2       | 0     |
| 2      | Robert LeRoy                 | 0     | 2       | 0     |
| 2      | Yvonne Prévostová            | 0     | 2       | 0     |
| 2      | Virginia Ruano Pascualová    | 0     | 2       | 0     |
| 2      | Helena Suková                | 0     | 2       | 0     |
| 2      | Alphonzo Bell                | 0     | 1       | 1     |
| 2      | Sigrid Ficková               | 0     | 1       | 1     |
| 2      | Juan Martín del Potro        | 0     | 1       | 1     |
| 2      | Lucie Hradecká               | 0     | 1       | 1     |
| 2      | Albert Canet                 | 0     | 0       | 2     |
| 2      | Stefan Edberg                | 0     | 0       | 2     |
| 2      | Goran Ivanišević             | 0     | 0       | 2     |
| 2      | Marion Jonesová              | 0     | 0       | 2     |
| 2      | Arthur Norris                | 0     | 0       | 2     |
| 2      | Hedwig Rosenbaumová          | 0     | 0       | 2     |

### Pořadí národů
| Aktualizováno po LOH 2024 |

#### Celkově
| Pořadí | Národní olympijský výbor     | Zlato | Stříbro | Bronz | Celkem |
| ------ | ---------------------------- | ----- | ------- | ----- | ------ |
| 1.     | Spojené státy americké (USA) | 21    | 7       | 13    | 41     |
| 2.     | Velká Británie (GBR)         | 17    | 14      | 12    | 43     |
| 3.     | Francie (FRA)                | 5     | 6       | 8     | 19     |
| 4.     | Německo (GER)                | 3     | 6       | 2     | 15     |
| 5.     | Rusko (RUS)                  | 3     | 3       | 2     | 8      |
| 6.     | Švýcarsko (SUI)              | 3     | 3       | 0     | 6      |
| 7.     | Jihoafrická republika (RSA)  | 3     | 2       | 1     | 6      |
| 8.     | Španělsko (ESP)              | 2     | 8       | 5     | 15     |
| 9.     | Česko (CZE)                  | 2     | 3       | 4     | 9      |
| 10.    | Austrálie (AUS)              | 2     | 1       | 4     | 7      |
| 11.    | Chile (CHI)                  | 2     | 1       | 1     | 4      |
| 11.    | Čína (CHN)                   | 2     | 1       | 1     | 4      |
| 13.    | Smíšené družstvo (ZZX)       | 1     | 2       | 3     | 6      |
| 13.    | Chorvatsko (CRO)             | 1     | 2       | 3     | 6      |
| 15.    | Sportovci ROV (ROC)          | 1     | 2       | 0     | 3      |
| 16.    | Československo (TCH)         | 1     | 1       | 2     | 4      |
| 17.    | Itálie (ITA)                 | 1     | 0       | 2     | 3      |
| 18.    | Bělorusko (BLR)              | 1     | 0       | 1     | 2      |
| 18.    | Belgie (BEL)                 | 1     | 0       | 1     | 2      |
| 20.    | Kanada (CAN)                 | 1     | 0       | 1     | 2      |
| 20.    | Srbsko (SRB)                 | 1     | 0       | 1     | 2      |
| 20.    | Západní Německo (FRG)        | 1     | 0       | 1     | 2      |
| 23.    | Portoriko (PUR)              | 1     | 0       | 0     | 1      |
| 24.    | Švédsko (SWE)                | 0     | 3       | 5     | 8      |
| 25.    | Argentina (ARG)              | 0     | 2       | 3     | 5      |
| 26.    | Řecko (GRE)                  | 0     | 2       | 1     | 3      |
| 26.    | Japonsko (JPN)               | 0     | 2       | 1     | 3      |
| 28.    | Nizozemsko (NED)             | 0     | 1       | 1     | 2      |
| 29.    | Dánsko (DEN)                 | 0     | 1       | 0     | 1      |
| 29.    | Rakousko (AUT)               | 0     | 1       | 0     | 1      |
| 29.    | Rumunsko (ROU)               | 0     | 1       | 0     | 1      |
| 32.    | Sjednocený tým (EUN)         | 0     | 0       | 2     | 2      |
| 33.    | Australasie (ANZ)            | 0     | 0       | 1     | 1      |
| 33.    | Brazílie (BRA)               | 0     | 0       | 1     | 1      |
| 33.    | Bulharsko (BUL)              | 0     | 0       | 1     | 1      |
| 33.    | Čechy (BOH)                  | 0     | 0       | 1     | 1      |
| 33.    | Indie (IND)                  | 0     | 0       | 1     | 1      |
| 33.    | Nový Zéland (NZL)            | 0     | 0       | 1     | 1      |
| 33.    | Norsko (NOR)                 | 0     | 0       | 1     | 1      |
| 33.    | Polsko (POL)                 | 0     | 0       | 1     | 1      |
| 33.    | Ukrajina (UKR)               | 0     | 0       | 1     | 1      |
| 33.    | Maďarsko (HUN)               | 0     | 0       | 1     | 1      |

#### Muži
| Pořadí | Národní olympijský výbor     | Zlato | Stříbro | Bronz | Celkem |
| ------ | ---------------------------- | ----- | ------- | ----- | ------ |
| 1.     | Velká Británie (GBR)         | 10    | 6       | 7     | 23     |
| 2.     | Spojené státy americké (USA) | 7     | 5       | 8     | 20     |
| 3.     | Jihoafrická republika (RSA)  | 3     | 2       | 1     | 6      |
| 4.     | Španělsko (ESP)              | 2     | 4       | 2     | 8      |
| 5.     | Francie (FRA)                | 2     | 3       | 6     | 11     |
| 6.     | Německo (GER)                | 2     | 3       | 2     | 7      |
| 7.     | Chile (CHI)                  | 2     | 1       | 1     | 4      |
| 8.     | Austrálie (AUS)              | 2     | 1       | 0     | 3      |
| 8.     | Švýcarsko (SUI)              | 2     | 1       | 0     | 3      |
| 10.    | Chorvatsko (CRO)             | 1     | 1       | 3     | 5      |
| 11.    | Smíšené družstvo (ZZX)       | 1     | 1       | 1     | 3      |
| 12.    | Srbsko (SRB)                 | 1     | 0       | 1     | 2      |
| 12.    | Československo (TCH)         | 1     | 0       | 1     | 2      |
| 14.    | Kanada (CAN)                 | 1     | 0       | 0     | 1      |
| 14.    | Rusko (RUS)                  | 1     | 0       | 0     | 1      |
| 16.    | Švédsko (SWE)                | 0     | 2       | 3     | 5      |
| 17.    | Řecko (GRE)                  | 0     | 2       | 1     | 3      |
| 17.    | Japonsko (JPN)               | 0     | 2       | 1     | 3      |
| 19.    | Argentina (ARG)              | 0     | 1       | 2     | 3      |
| 20.    | Rakousko (AUT)               | 0     | 1       | 0     | 1      |
| 20.    | Sportovci ROV (ROC)          | 0     | 1       | 0     | 1      |
| 20.    | Rumunsko (ROU)               | 0     | 1       | 0     | 1      |
| 24.    | Itálie (ITA)                 | 0     | 0       | 2     | 2      |
| 24.    | Australasie (ANZ)            | 0     | 0       | 1     | 1      |
| 24.    | Indie (IND)                  | 0     | 0       | 1     | 1      |
| 24.    | Nový Zéland (NZL)            | 0     | 0       | 1     | 1      |
| 24.    | Maďarsko (HUN)               | 0     | 0       | 1     | 1      |
| 24.    | Sjednocený tým (EUN)         | 0     | 0       | 1     | 1      |

#### Ženy
| Pořadí | Národní olympijský výbor               | Zlato | Stříbro | Bronz | Celkem |
| ------ | -------------------------------------- | ----- | ------- | ----- | ------ |
| 1.     | Spojené státy americké (USA)           | 12    | 0       | 4     | 16     |
| 2.     | Velká Británie (GBR)                   | 5     | 5       | 5     | 15     |
| 3.     | Rusko (RUS)                            | 2     | 3       | 2     | 7      |
| 4.     | Francie (FRA)                          | 2     | 3       | 1     | 6      |
| 5.     | Čína (CHN)                             | 2     | 0       | 1     | 3      |
| 6.     | Česko (CZE)                            | 1     | 3       | 3     | 7      |
| 7.     | Švýcarsko (SUI)                        | 1     | 2       | 0     | 3      |
| 8.     | Belgie (BEL)                           | 1     | 0       | 1     | 2      |
| 8.     | Západní Německo (FRG)                  | 1     | 0       | 1     | 2      |
| 10.    | Itálie (ITA)                           | 1     | 0       | 0     | 1      |
| 10.    | Portoriko (PUR)                        | 1     | 0       | 0     | 1      |
| 12.    | Španělsko (ESP)                        | 0     | 4       | 3     | 7      |
| 13.    | Německo (GER)                          | 0     | 3       | 0     | 3      |
| 14.    | Argentina (ARG)                        | 0     | 1       | 1     | 2      |
| 15.    | Dánsko (DEN)                           | 0     | 1       | 0     | 1      |
| 15.    | Individuální neutrální sportovci (AIN) | 0     | 1       | 0     | 1      |
| 15.    | Chorvatsko (CRO)                       | 0     | 1       | 0     | 1      |
| 15.    | Nizozemsko (NED)                       | 0     | 1       | 0     | 1      |
| 15.    | Československo (TCH)                   | 0     | 1       | 0     | 1      |
| 20.    | Austrálie (AUS)                        | 0     | 0       | 3     | 3      |
| 21.    | Bělorusko (BLR)                        | 0     | 0       | 1     | 1      |
| 21.    | Brazílie (BRA)                         | 0     | 0       | 1     | 1      |
| 21.    | Bulharsko (BUL)                        | 0     | 0       | 1     | 1      |
| 21.    | Čechy (BOH)                            | 0     | 0       | 1     | 1      |
| 21.    | Norsko (NOR)                           | 0     | 0       | 1     | 1      |
| 21.    | Polsko (POL)                           | 0     | 0       | 1     | 1      |
| 21.    | Švédsko (SWE)                          | 0     | 0       | 1     | 1      |
| 21.    | Ukrajina (UKR)                         | 0     | 0       | 1     | 1      |
| 21.    | Sjednocený tým (EUN)                   | 0     | 0       | 1     | 1      |

#### Smíšená soutěž
| Pořadí | Národní olympijský výbor     | Zlato | Stříbro | Bronz | Celkem |
| ------ | ---------------------------- | ----- | ------- | ----- | ------ |
| 1.     | Velká Británie (GBR)         | 2     | 3       | 0     | 5      |
| 2.     | Spojené státy americké (USA) | 2     | 2       | 1     | 5      |
| 3.     | Sportovci ROV (ROC)          | 1     | 1       | 0     | 2      |
| 4.     | Česko (CZE)                  | 1     | 0       | 1     | 2      |
| 4.     | Francie (FRA)                | 1     | 0       | 1     | 2      |
| 6.     | Bělorusko (BLR)              | 1     | 0       | 0     | 1      |
| 6.     | Německo (GER)                | 1     | 0       | 0     | 1      |
| 8.     | Smíšené družstvo (ZZX)       | 0     | 1       | 2     | 3      |
| 9.     | Švédsko (SWE)                | 0     | 1       | 1     | 2      |
| 10.    | Čína (CHN)                   | 0     | 1       | 0     | 1      |
| 11.    | Austrálie (AUS)              | 0     | 0       | 1     | 1      |
| 11.    | Československo (TCH)         | 0     | 0       | 1     | 1      |
| 11.    | Kanada (CAN)                 | 0     | 0       | 1     | 1      |
| 11.    | Nizozemsko (NED)             | 0     | 0       | 1     | 1      |